# روب شورمان
روب شورمان مهندس معماري هولندي. وهو المهندس المعماري لملعب يوهان كرويف أرينا وملعب أمستردام الأولمبي والملعب الأولمبي برادس في تونس.